# Diplopeltoides ornatus
Diplopeltoides ornatus is een rondwormensoort uit de familie van de Aegialoalaimidae. De wetenschappelijke naam van de soort is voor het eerst geldig gepubliceerd in 1950 door Gerlach.